# کودانشا
کودانشا (به ژاپنی: 株式会社講談社 Kabushiki-gaisha Kōdansha، به انگلیسی: Kodansha Limited) بزرگ‌ترین ناشر ژاپنی است که دفتر اصلیش در توکیو مستقر است. کودانشا در سال ۱۹۰۹ توسط سِیجی نوما تأسیس گردید.
کودانشا ناشر مجلاتی همچون ‎Nakayoshi‏، Afternoon‏،besstasu shonen magazine و Weekly Shonen Magazine‎ است.